# Laurel, Mississippi
Laurel là một thành phố thuộc quận Jones, tiểu bang Mississippi, Hoa Kỳ. Năm 2010, dân số của thành phố này là 18 540 người.

## Dân số
- Dân số năm 2000: 18 526 người.
- Dân số năm 2010: 18 540 người.